# Convento di Santa Isabel la Real
Convento di Santa Isabel la Real è un convento del XVI secolo, situato nel quartiere Albaicín della città spagnola di Granada, una comunità autonoma dell'Andalusia. Fondato nel 1501 da Isabella di Castiglia, nel XVI secolo fu ospitato nel palazzo medievale Dar al-Horra fino a quando non fu costruita la sede attuale.

## Descrizione
L'accesso dalla strada avviene tramite uno spazio semipubblico che funge da mercato del pesce. Da lì si accede da un lato alla chiesa e, dall'altro, attraverso un androne, al cortile del convento. Il patio è quadrato, con sette archi su ogni lato. La galleria ha una struttura mudéjar di alta qualità, sia al piano terra che al primo.
La chiesa ha un'unica navata e cappella principale, con soffitto a cassettoni mudéjar, nella navata, sebbene gotica nella cappella, è opera di Enrique Egas (portale della chiesa) e Pedro de la Calle (cappella). L'altare maggiore è disposto in modo rialzato, a cui si accede da un'ampia scalinata. Il campanile della chiesa è snello e contiene decorazioni in piastrelle moresche.
Questa chiesa è il luogo in cui risiedono le incisioni processionali della Confraternita del Rosario.